# هوفل-دیزاین
هوفل-دیزاین (انگلیسی: Hofele-Design) شرکت خودروسازی آلمانی است، که در سال ۱۹۸۳ تأسیس شد.